# همسرم باش
«همسرم باش» تک‌آهنگی از هنرمند اهل بریتانیا دیوید بویی است که در سال ۱۹۷۷ میلادی منتشر شد. این تک‌آهنگ در آلبوم کم قرار داشت.

## گروه سازنده
- تهیه‌کنندگان:
  - تونی ویسکانتی
  - دیوید بویی
- آهنگسازان:
  - دیوید بویی: خواننده، گیتار لید، Pump Bass
  - Carlos Alomar: گیتار ریتم
  - George Murray: گیتار باس
  - Dennis Davis: درام
  - Roy Young: پیانو
  - برایان اینو: سینث‌سایزر